# Luxempart
Luxempart S.A. is een holding die genoteerd is aan de Luxemburgse beurs en een investeringsportefeuille heeft die is samengesteld uit genoteerde en niet-beursgenoteerde bedrijven, waarvan het hoofdkantoor hoofdzakelijk gevestigd is in Luxemburg, België, Frankrijk en Duitsland.
De vennootschap is een professionele aandeelhouder die zich richt op drie segmenten:
- langetermijninvesteringen in genoteerde en niet-beursgenoteerde bedrijven;
- private equity;
- mid-langetermijninvesteringen in genoteerde bedrijven (PIPE).

Per jaareinde 2023 was het netto vermogen € 2,3 miljard, dit is € 115 per aandeel.
Luxempart is een van de 10 bedrijven die samen de belangrijkste aandelenindex van de Luxemburgse beurs, de LuxX Index, vormen.